# Вальбю
Вальбю (дан. Valby) — один із десяти офіційних районів Копенгагена, розташований у південно-західній частині міста.

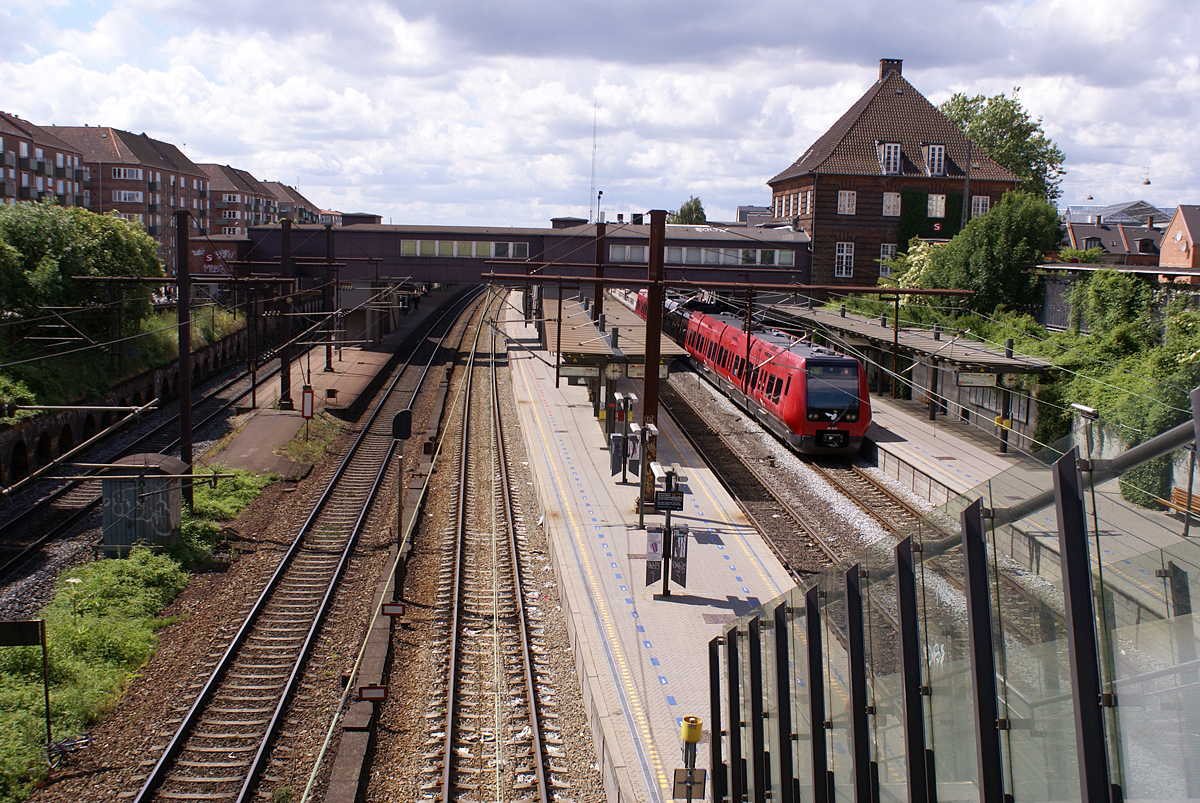
Залізнична станція Вальбю

У ХІХ столітті Вальбю входив до складу комуни Відовре, а 1901 року його включено до складу Копенгагенської комуни. Межує з районами Конгенс Енгхаве, Вестербро та Ванльосе, а також з комунами Фредеріксберг, Відовре та Редовре.
У Вальбю розташовані головні офіси пивоварної компанії Carlsberg, фармацевтичної компанії Lundbeck та кіностудії Nordisk Film.

## Посилання

Вальбю (L) на карті Копенгагена

## Відомі люди, пов'язані з Вальбю
- Кім Вільфорт (нар. 1962) — данський футболіст, півзахисник, відомий за виступами за «Брондбю», «Лілль» та збірну Данії. Чемпіон Європи 1992 року в складі національної команди.